# Orłowicze
Orłowicze – wieś w Polsce, położona w województwie podlaskim, w powiecie sokólskim, w gminie Sokółka.
| SIMC    | Nazwa      | Rodzaj    |
| ------- | ---------- | --------- |
| 0040436 | Buchwałowo | część wsi |

W latach 1975–1998 wieś administracyjnie należała do województwa białostockiego.
W 1920 roku pod Orłowiczami, przy kolei warszawsko-petersburskiej, doszło do starcia Wojska Polskiego  (pod dowództwem kapitana Władysława Kohutnickiego), wyposażonego w czołgi, z armią bolszewicką.
Wierni kościoła rzymskokatolickiego należą do parafii Narodzenia Najświętszej Maryi Panny w Kundzinie.
1 stycznia 1972 część gruntów wsi Orłowicze (37,77 ha), a także kolonię Buchwałowo, włączono do Sokółki.